# Beurières
Beurières é uma comuna francesa na região administrativa de Auvérnia-Ródano-Alpes, no departamento Puy-de-Dôme. Estende-se por uma área de 16 km². Em 2010 a comuna tinha 303 habitantes (densidade: 18,9 hab./km²).